# Municipio de Hayes (condado de Clay)
El municipio de Hayes (en inglés: Hayes Township) es un municipio ubicado en el condado de Clay en el estado estadounidense de Kansas. En el año 2010 tenía una población de 222 habitantes y una densidad poblacional de 2,41 personas por km².

## Geografía
El municipio de Hayes se encuentra ubicado en las coordenadas 39°26′42″N 97°4′53″O / 39.44500, -97.08139. Según la Oficina del Censo de los Estados Unidos, el municipio tiene una superficie total de 92.1 km², de la cual 91,9 km² corresponden a tierra firme y (0,21 %) 0,2 km² es agua.

## Demografía
Según el censo de 2010, había 222 personas residiendo en el municipio de Hayes. La densidad de población era de 2,41 hab./km². De los 222 habitantes, el municipio de Hayes estaba compuesto por el 99,1 % blancos, el 0,45 % eran afroamericanos y el 0,45 % eran de una mezcla de razas. Del total de la población el 0 % eran hispanos o latinos de cualquier raza.